# معابد خرسنگی مالت
معابد خرسنگی مالت (به مالتی: It-Tempji Megalitiċi ta' Malta) چندین معبد ماقبل تاریخ هستند که برخی از آنها جزء میراث جهانی یونسکو هستند، در سه دوره متمایز تقریباً بین ۳۶۰۰ قبل از میلاد و ۲۵۰۰ قبل از میلاد در کشور جزیره‌ای مالت ساخته شده‌اند. این معابد تا زمان کشف گوبکلی تپه در ترکیه به عنوان قدیمی‌ترین سازه‌های مستقل روی زمین شناخته می‌شدند. باستان شناسان بر این باورند که این مجموعه‌های خرسنگی نتیجه نوآوری‌های محلی در یک فرایند تکامل فرهنگی بوده‌اند. این روند منجر به ساخت چندین معبد در فاز جگانتیا (۳۶۰۰–۳۰۰۰ قبل از میلاد) شد که در مجموعه معبد بزرگ تارشین به اوج خود رسیده و تا ۲۵۰۰ قبل از میلاد مورد استفاده قرار می‌گرفت. پس از این تاریخ، فرهنگ معبدسازی در مالت از بین رفت.
معابد جگانتیا در سال ۱۹۸۰ به عنوان میراث جهانی ثبت شدند در سال ۱۹۹۲، کمیته یونسکو فهرست موجود را گسترش داد تا شامل پنج مکان دیگر از این نوع معبدهای بزرگ سنگی شود. اینها عبارتند از حجر قیم (در قرندی)، منایدرا (در قرندی)، معابد تاع حجرات (در مجار)، معابد سکوربا (در ذبیغ) و معابد تارشین (در تارشین). امروزه، سایت‌ها توسط میراث مالت مدیریت می‌شوند، در حالی که مالکیت زمین‌های اطراف از سایتی به سایت دیگر متفاوت است. جدای از این‌ها، معابد بزرگ سنگی دیگری در مالت وجود دارد که در فهرست میراث جهانی یونسکو گنجانده نشده است.

## وجه تسمیه
بسیاری از نام‌هایی که برای اشاره به سایت‌های مختلف استفاده می‌شوند، پیوندی با سنگ‌های مورد استفاده در بنای خود دارند. کلمه مالتی معادل «تخته سنگ»، "ħaġar" (حجر) است که در نام Ta' Ħaġrat و Ħaġar Qim مشترکاً آمده است. در حالی که اولی این کلمه را همراه با نشانگر مالکیت به کار می‌برد، دومی کلمه "Qim" را با حجر ترکیب می‌کند که یا شکلی از کلمه مالتی برای "عبادت" است یا شکلی قدیمی از کلمه به معنای "ایستادن" است. 
فولکلور مالتی غول‌ها را به عنوان سازنده معابد توصیف می‌کند که نام جگانتیا به معنای برج غول‌ها از این تعبیر برآمده است. زبان‌شناس مالتی جوزف آکیلینا معتقد بود که منایدرا (به عربی: منیدرة) مخفف «ماندرا» (عربی: مندرة) است، به معنای قطعه زمین کاشته شده با درختان زراعی (همان کاربرد امروزی این واژه در عربی مصری). اشتقاقی با احتمالی کمتر از ریشه عربی «منظرة» (عربی: منظرة) به معنای «مکانی با چشم‌اندازها» نیز حدس زده شده. معابد تارشین (ریشهٔ این واژه از تیریکس به معنی سنگ بزرگ است) و همچنین بقایای حفاری شده در سکوربا نام خود را مدیون محلی هستند که در آن یافت شده‌اند.

## تاریخچه

### سال‌ها

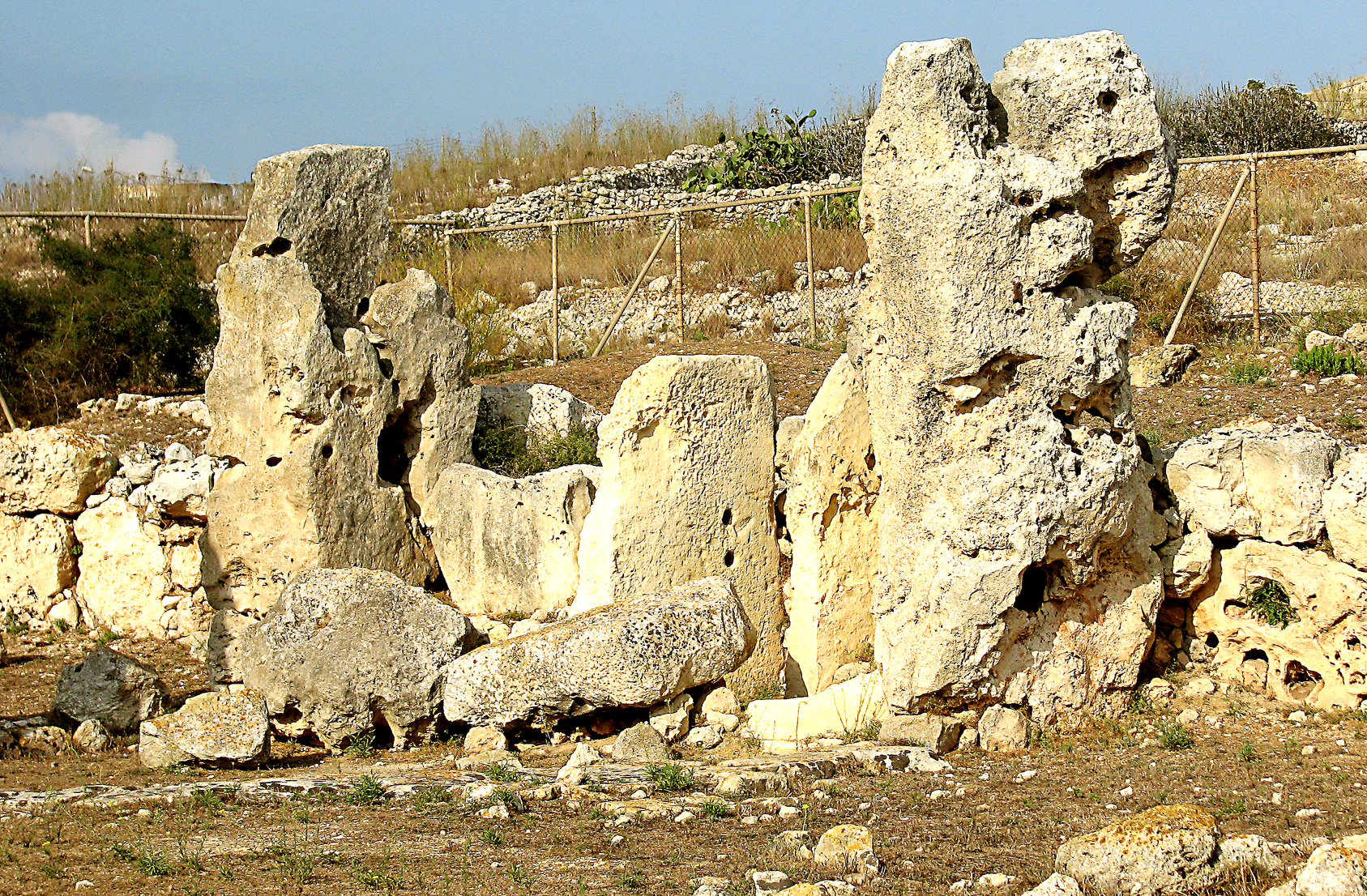
زغال سنگی که در محل سکوربا یافت شد در قدمت‌گذاری مراحل معبد مالت بسیار مهم بود.

ساخت معابد حاصل چندین مرحله، از ۵۰۰۰ تا ۲۲۰۰ قبل از میلاد بوده است. شواهدی از فعالیت‌های انسانی در جزایر از دوره نوسنگی اولیه (ح. 5000 پ‌م) وجود دارد، که توسط خرده‌های سفال، شواهد آتش‌سوزی و استخوان‌ها تأیید شده است. تاریخ گذاری و درک مراحل مختلف فعالیت در معابد آسان نیست. مشکل اصلی یافت شده این است که خود مکان‌ها طبیعتاً تکاملی هستند، زیرا هر معبد همراه با توسعه معماری، مدام در حال تغییر و بهتر شدن می‌بود.
علاوه بر این، در برخی موارد، مردم عصر برنز پسین، سکونت‌گاه‌های خود را بر روی معابد نوسنگی ساختند، بنابراین عنصر سردرگمی را به محققان اولیه که از فناوری مدرن تاریخ‌گذاری برخوردار نبودند، اضافه کردند. سر تمی زامیت، باستان‌شناس برجسته مالتی در اواخر قرن نوزدهم، معابد نوسنگی را به ۲۸۰۰ سال قبل از میلاد و فرهنگ عصر برنز تارشین را با قدمت ۲۰۰۰ قبل از میلاد تخمین زده بود. این تاریخ‌ها توسط محققان «بسیار بزرگ» در نظر گرفته شد، که کاهش نیم هزاره را برای هر کدام پیشنهاد کردند. با این حال، آزمایش رادیوکربن به لطف ذامیت، به این تاریخ‌گذاری‌ها کمک کرد. نظریه ای مبنی بر اینکه هنر معابد با فرهنگ نشأت گرفته از تمدن دریای اژه مرتبط است، با اثبات منشأ قدیمی‌تر معابد از بین رفت.

### مراحل معبد
| e hMaltese prehistoric chronology (Based on recalibrated radiocarbon dating) |                 |              |
| دوره                                                                         | فاز             | سال‌ها پ‌مح.   |
| نوسنگی (۵۰۰۰–۴۱۰۰ پ‌م)                                                        | قر دالام        | ۵۰۰۰–۴۵۰۰ پ‌م |
| نوسنگی (۵۰۰۰–۴۱۰۰ پ‌م)                                                        | سکوربای خاکستری | ۴۵۰۰–۴۴۰۰ پ‌م |
| نوسنگی (۵۰۰۰–۴۱۰۰ پ‌م)                                                        | سکوربای سرخ     | ۴۴۰۰–۴۱۰۰ پ‌م |
| دوره معابد (۴۱۰۰–۲۵۰۰ پ‌م)                                                    | ذبوج            | ۴۱۰۰–۳۸۰۰ پ‌م |
| دوره معابد (۴۱۰۰–۲۵۰۰ پ‌م)                                                    | مجار            | ۳۸۰۰–۳۶۰۰ پ‌م |
| دوره معابد (۴۱۰۰–۲۵۰۰ پ‌م)                                                    | جگانتیا         | ۳۶۰۰–۳۰۰۰ پ‌م |
| دوره معابد (۴۱۰۰–۲۵۰۰ پ‌م)                                                    | سافلینی         | ۳۳۰۰–۳۰۰۰ پ‌م |
| دوره معابد (۴۱۰۰–۲۵۰۰ پ‌م)                                                    | تارشین          | ۳۰۰۰–۲۵۰۰ پ‌م |
| عصر برنز (۲۵۰۰–۷۰۰ پ‌م)                                                       | گورستان تارشین  | ۲۵۰۰–۱۵۰۰ پ‌م |
| عصر برنز (۲۵۰۰–۷۰۰ پ‌م)                                                       | برج النادر      | ۱۵۰۰–۷۰۰ پ‌م  |
| عصر برنز (۲۵۰۰–۷۰۰ پ‌م)                                                       | بحریه           | ۹۰۰–۷۰۰ پ‌م   |

توسعه مراحل زمانی، بر اساس تاریخ‌گذاری رادیوکربن مجدد تنظیم شده است و دوره‌های آن تا عصر برنز به چند مرحله جزئی‌تر تقسیم شده است. اولین شواهد از سکونت انسان در دوران نوسنگی در فاز قر دالام، در حدود سال ۵۰۰۰ سال قبل از میلاد آغاز شده.